# قسم ديكلة الريفي (مقاطعة أهر)
قسم ديكلة الریفي (بالفارسية: دهستان دیکله) هي منطقة سكنية تقع في إيران في ناحية هوراند. يقدر عدد سكانها بـ 4,017 نسمة.